# PGO Speedster
Als PGO Speedster sind zwei unterschiedliche Roadster-Modelle des Herstellers PGO Automobiles aus dem Sportwagensegment benannt. Beide davon werden als Repliken eingestuft. Die erste Generation des Speedster, welche von 1980 bis 1998 gebaut worden war, imitierte die AC Cobra 427 Mk. VI. Die zweite und darüber hinaus aktuelle Generation hingegen, ist dem Porsche 356 Nr. 1 nachempfunden.

## DerSpeedster
Der Speedster ist das erste von Gilles et Olivier Prévôt entwickelte Fahrzeug. PGO präsentierte das Modell 1980 auf dem Genfer Auto-Salon. Es war eine äußerliche Kopie der AC Cobra 427 Mk. VI. Auf den ersten Blick ist die französische Replik nur am Markenlogo vom Original zu unterscheiden. Stellt man allerdings beide Fahrzeuge nebeneinander, so fallen die unterschiedlichen Außenmaße sofort ins Auge.
Die Motoren des Speedster stammten aus dem englischen Rover SD1 Vitesse. Mit einem Holley-Vierfachvergaser des amerikanischen Herstellers Holley Performance Products erhöhte sich die Leistung auf 184 kW. Die Lenkung, wie auch die Radaufhängungen vorne und hinten sowie das Bremssystem hatte PGO dem europäischen Ford Granada entnommen.
| PGO Speedster               | 3.5                                                               |
| --------------------------- | ----------------------------------------------------------------- |
| Motor:                      | V8 mit 16 Ventilen                                                |
| Einbauart:                  | Frontmotor                                                        |
| Hubraum:                    | 3532 cm³                                                          |
| Motortyp:                   | Rover                                                             |
| Bohrung × Hub:              | 88,9 × 71,1 mm                                                    |
| Leistung bei 1/min:         | 184 kW (250 PS) bei 5280                                          |
| Max. Drehmoment bei 1/min:  | 324 Nm (33 mkp) bei 4000                                          |
| Verdichtung:                | 9,75:1                                                            |
| Kühlung:                    | Flüssigkeitskühlung                                               |
| Getriebeauswahl:            | 5-Gang-Schaltgetriebe                                             |
| Antriebsart:                | Hinterradantrieb                                                  |
| Radaufhängungen:            | vorn an Doppelquerlenkern, Stabilisator, hinten an Schräglenkern, |
| Bereifung vorne und hinten: | 215/60 VR15 235/60 VR 15                                          |
| Wendekreis:                 | 9,4 m                                                             |
| Spurweite vorn/hinten:      | 1511/1537 mm                                                      |
| Radstand:                   | 2900 mm                                                           |
| Abmessung L × B × H:        | 3790 × 1800 × ? mm                                                |
| Leergewicht:                | 1095 kg                                                           |
| Höchstgeschwindigkeit:      | 210 km/h                                                          |
| 0–100 km/h:                 | 6,1 s                                                             |
| Tankinhalt:                 | 75 ℓ                                                              |

## DerSpeedster II
Die Premiere der zweiten Generation des Speedster war 2000 auf der Pariser Welt des Automobils. Diesmal nahm PGO Stilelemente des Porsche 356 Nr. 1 auf, des ersten von Porsche hergestellten Fahrzeugs. Doch anders als bei seinem Vorgänger verzichtete PGO auf Detailgenauigkeit. So passen die Rückleuchten keinesfalls zum Retro-Look. Das Fahrwerk, die Achsen wie auch das Getriebe stammen aus dem Peugeot 206. Derzeit liefert der Peugeot 206+ die Basis für das Modell. Seit 2008 gibt es auch ein Automatikgetriebe. Die Serienproduktion des Speedster II begann zwei Jahre nach seiner Präsentation im Februar 2002.
Als bekanntester Eigentümer eines PGO galt bis 12. Mai 2014 der deutsche Schlagersänger Jürgen Drews. Bei dem Versuch seinen Speedster II auf einen Anhänger zu verladen, gab dieser zu viel Gas und verursachte einen Totalschaden.
| PGO Speedster II                   | 2.0                                               | 2.0                                               | 1.6                                               |
| ---------------------------------- | ------------------------------------------------- | ------------------------------------------------- | ------------------------------------------------- |
| Bauzeitraum:                       | 2002 bis 2008                                     | 2008 bis 2013                                     | seit 2013                                         |
| Motor:                             | R4                                                | R4                                                | R4                                                |
| Einbauart:                         | Mittelmotor                                       | Mittelmotor                                       | Mittelmotor                                       |
| Hubraum:                           | 1997 cm³                                          | 1997 cm³                                          | 1598 cm³                                          |
| Motortyp:                          | Peugeot EW10J4                                    | Peugeot HDi FAP 140                               | BMW TwinPower Turbo                               |
| Bohrung × Hub:                     | 85 × 88 mm                                        | 85 × 88 mm                                        | 77 × 85,8 mm                                      |
| Leistung bei 1/min:                | 100 kW (136 PS) bei 6000                          | 103 kW (140 PS) bei 6000                          | 135 kW (184 PS) bei 5400–6450                     |
| Max. Drehmoment bei 1/min:         | 19 daNm bei 4100                                  | 19,5 daNm (20 mkp) bei 3000                       | 240 Nm (24,4 mkp) bei 1600–5000                   |
| Verdichtung:                       | 10,8:1                                            | 10,8:1                                            | 10,5:1                                            |
| Ventilsteuerung:                   | Twin Overhead Camshaft                            | Twin Overhead Camshaft                            |                                                   |
| Benzineinspritzung:                | MPFI                                              | MPFI                                              | MPFI                                              |
| Kühlung:                           | Wasserkühlung                                     | Wasserkühlung                                     | Wasserkühlung                                     |
| Getriebeauswahl:                   | 5-Gang-Schaltgetriebe                             | 4-Stufen-Automatikggetriebe 5-Gang-Schaltgetriebe | 6-Gang-Schaltgetriebe                             |
| Antriebsart:                       | Hinterradantrieb                                  | Hinterradantrieb                                  | Hinterradantrieb                                  |
| Radaufhängungen:                   | MacPherson-Federbeine, Querlenker, Stabilisatoren | MacPherson-Federbeine, Querlenker, Stabilisatoren | MacPherson-Federbeine, Querlenker, Stabilisatoren |
| Bereifung:                         | 7 × 17" 205/40 ZR 17                              | 7 × 17" 205/40 ZR 17                              | 7 × 17" 205/40 ZR 17                              |
| Wenderadius:                       | 9,4 m                                             | 9,4 m                                             | 9,4 m                                             |
| Bremsen:                           | Scheibenbremsen rundum, Bremskraftverstärker      | Scheibenbremsen rundum, Bremskraftverstärker      | Scheibenbremsen rundum, Bremskraftverstärker      |
| Spurweite vorn/hinten:             | 1440/1430 mm                                      | 1440/1430 mm                                      | 1440/1430 mm                                      |
| Radstand:                          | 2261 mm                                           | 2261 mm                                           | 2261 mm                                           |
| Abmessung L × B × H:               | 3846 × 1735 × 1320 mm                             | 3846 × 1735 × 1320 mm                             | 3846 × 1735 × 1320 mm                             |
| Leergewicht:                       | 930 kg                                            | 980 kg                                            | 997 kg                                            |
| Höchstgeschwindigkeit:             | 210 km/h                                          | 210 km/h                                          | 225 km/h                                          |
| 0–100 km/h:                        | 6,9 s                                             | 6,9 s                                             | 7,2 s                                             |
| Kofferraumvolumen:                 | 110 dm³                                           | 110 dm³                                           | 110 dm³                                           |
| Tankinhalt:                        | 42 ℓ                                              | 42 ℓ                                              | 42 ℓ                                              |
| Verbrauch Stadt/Land/Durchschnitt: |                                                   | 11,5/6,6/8,4 ℓ (AT) 11/6,5/8,2 ℓ (MT)             | 10,4/5,9/7,6 ℓ                                    |
| CO2-Emissionen:                    |                                                   | 199 g/km (AT) 185 g/km (MT)                       | 175 g/km                                          |